# Kościół św. Jana w Akce
Kościół św. Jana – świątynia rzymskokatolicka, zlokalizowana na Starym Mieście Akki, na północy Izraela.

## Historia

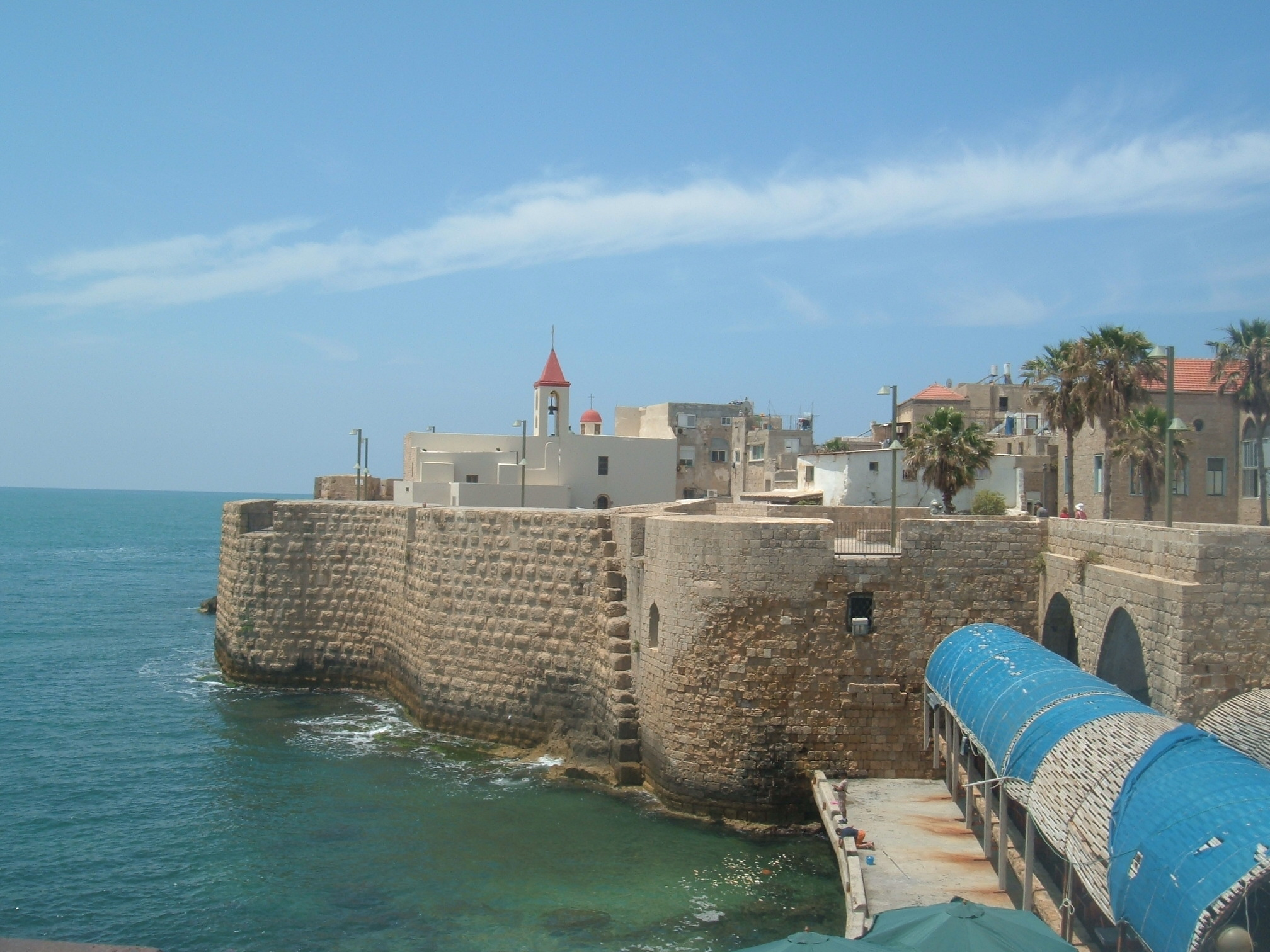
Widok kościoła św. Jana na tle murów obronnych Akki od strony morza

Z historycznych dokumentów Akki pochodzących z XIII wieku wynika, że franciszkanie przypisywali duże znaczenie temu miastu. Wierzyli oni, że założyciel ich zakonu Franciszek z Asyżu odwiedził to miasto w latach 1219–1220. W 1217 roku powstał tu pierwszy klasztor franciszkański, założony przez ojca Elia Da Cortona. Po zajęciu miasta przez muzułmanów, franciszkanie uciekli z Akki, by powrócić w 1620 roku i założyć w 1673 roku Kościół Terra Sancta. W latach 1737–1739 przy porcie Akki wybudowano kościół św. Jana. Wzniesiono go na ruinach wcześniejszego kościoła z czasów krzyżowców. Stoi on bezpośrednio przy murze obronnym miasta chroniącym Akkę od strony morza, na wschód od latarni morskiej Akki. W 2000 roku zakończono gruntowne prace renowacyjne kościoła.

## Architektura
Kościół posiada sklepienie krzyżowe. Na dzwonnicy w 1979 roku zainstalowano nowy dzwon. Wewnątrz znajdują się liczne dzieła sztuki.